# Anastasiya Tijánova
Anastasiya Vasílievna Tijánova –en ruso, Анастасия Васильевна Тиханова– (Moscú, 16 de agosto de 1993) es una deportista rusa que compite en remo. Su hermana gemela Yelizaveta compitió en el mismo deporte.
Ganó dos medallas de bronce en el Campeonato Mundial de Remo, en los años 2017 y 2018, y seis medallas en el Campeonato Europeo de Remo entre los años 2013 y 2021.

## Palmarés internacional
| Campeonato Mundial | Campeonato Mundial        | Campeonato Mundial | Campeonato Mundial |
| Año                | Lugar                     | Medalla            | Prueba             |
| ------------------ | ------------------------- | ------------------ | ------------------ |
| 2017               | Sarasota (Estados Unidos) | Medalla de bronce  | Cuatro sin timonel |
| 2018               | Plovdiv (Bulgaria)        | Medalla de bronce  | Cuatro sin timonel |
| Campeonato Europeo |                           |                    |                    |
| Año                | Lugar                     | Medalla            | Prueba             |
| 2013               | Sevilla (España)          | Medalla de bronce  | Ocho con timonel   |
| 2015               | Poznań (Polonia)          | Medalla de oro     | Ocho con timonel   |
| 2017               | Račice (República Checa)  | Medalla de bronce  | Ocho con timonel   |
| 2018               | Glasgow (Reino Unido)     | Medalla de oro     | Cuatro sin timonel |
| 2019               | Lucerna (Suiza)           | Medalla de bronce  | Ocho con timonel   |
| 2021               | Varese (Italia)           | Medalla de bronce  | Ocho con timonel   |